# Lukáš
Lukáš je mužské křestní jméno. Podle českého i slovenského kalendáře má svátek 18. října. Jméno Lucas pochází z latinského názvu jihoitalské oblasti Lukánie a označuje jejího obyvatele.
Zdrobnělina jména je Lukášek, Luky, Lukys, Luka, Luk, Lukeš, Lukínek, Lukíšek, Lukín.

## Statistické údaje
Následující tabulka uvádí četnost jména v České republice a pořadí mezi mužskými jmény ve srovnání dvou roků, pro které jsou dostupné údaje ministerstva vnitra České republiky – lze z ní tedy vysledovat trend v užívání tohoto jména:
| Rok       | Četnost     | Pořadí   |
| 1999      | 70141       | 20.      |
| 2002      | 73470       | 19.      |
| Porovnání | o 3329 více | o 1 lépe |
| 2006      | 83841       | 18.      |

Změna procentního zastoupení tohoto jména mezi žijícími muži v České republice (tj. procentní změna se započítáním celkového úbytku mužů v Česku za sledované tři roky 1999-2002) je +5,5%, což svědčí o poměrně značném nárůstu obliby tohoto jména.
Podle údajů ČSÚ se za leden 2006 jednalo o 5. nejčastější mužské jméno novorozenců.

## Jméno v jiných jazycích
- anglicky: Lucas, Luke, Luc
- chorvatsky: Luka
- italsky: Luca
- německy: Lukas
- francouzsky: Lucas, Luc
- polský: Łukasz

## Známí nositelé jména

### Svatí a blahoslavení
- Svatý Lukáš – evangelista
  - Evangelium podle Lukáše
  - Kostel svatého Lukáše – více výskytů

### Příjmení
- viz Lukáš (příjmení), též Lucas, Lukášek

Fiktivní postavy
- nadporučík Lukáš – literární postava z knihy Osudy dobrého vojáka Švejka za světové války Jaroslava Haška
- Luke Skywalker – postava ze světa Hvězdných válek

### Křestní jméno
- Lukáš Adam – český fotbalista
- Lucas Barrios – paraguayský fotbalista
- Lukáš Barták – slovenský orientační běžec
- Lukáš Bauer – český lyžař
- Luc Besson – francouzský režisér a herec
- Lucas Cranach mladší – německý renesanční malíř
- Lucas Cranach starší – německý renesanční malíř
- Lukáš Dlouhý – český tenista
- Lukáš Doksanský – český bubeník
- Lukáš Došek – český fotbalista
- Jean-Luc Godard – francouzský režisér a herec
- Lukáš Hartig – český fotbalista
- Lukáš Houser – český basketbalista
- Lukáš Hurník – český hudební skladatel, publicista, moderátor a manažer
- Lukáš Jarolím – český fotbalista
- Lukáš Jašek – český hokejista
- Luka Jović – srbský fotbalista
- Lukáš Kašpar (lední hokejista) – český lední hokejista
- Lukáš Kašpar (publicista) – český historik a publicista
- Lucas Arnold Ker – argentinský tenista
- Lukáš Klánský – český klavírista
- Lukáš Klimek – český lední hokejista
- Lukáš Kohout – český mystifikátor a podvodník
- Lukáš Koranda – český rychlostní kanoista
- Lukáš Kotas – český basketbalista
- Lukáš Krajíček – český hokejista
- Lukáš Kraus – český basketbalista
- Lukáš Krátký – český basketbalista
- Lukáš Krbeček – český fotbalista
- Lukáš Krivošík – slovenský novinář
- Lukáš Kubáň – český fotbalista
- Luka Lučić – chorvatský fotbalista
- Lukáš Mareček – český fotbalista
- Lukáš Matůš – český fotbalista
- Lukáš Melich – český atlet
- Lukáš Mensator – český hokejista
- Lukáš Milo – český atlet
- Luka Modrić – chorvatský fotbalista
- Lukáš Nachtman – český fotbalista
- Lucas Neill – australský fotbalista
- Lukáš Osladil – český kulturista
- Lukáš Pavlásek – český komik
- Luke Perry – americký herec
- Lukáš Pešek – český motocyklový závodník
- Lukáš Pleško – český fotbalista
- Lukas Podolski – německý fotbalista
- Lukáš Pollert – český kanoista
- Lukáš Pražský – český teolog
- Lukáš Procházka – český basketbalista
- Lukáš Rosol – český tenista
- Lukáš Schut – český fotbalista
- Lukáš Topinka – český kulturista
- Luca Toni – italský fotbalista
- Lukáš Vaculík – český herec
- Lukáš Vácha – český fotbalista
- Lukáš M. Vytlačil – český flétnista, historik a hudební vědec
- Luke Wilson – americký herec a režisér
- Lukáš Zelenka – český fotbalista
- Lukáš Zíb – český hokejista